# Robert Sobel

O hartă din romanul lui Robert Sobel For Want of a Nail, o ilustrare artistică a modului în care evenimente oricât de mici (în acest exemplu punctul de cotitură faţă de cronologiei noastră este octombrie 1777) pot modifica profund cursul istoriei. Potrivit interpretării cu mai multe lumi a lui Hugh Everett fiecare eveniment, chiar microscopic, este un punct de cotitură; toate istoriile posibile alternative există în realitate.

Robert Sobel (n. 19 februarie 1931, Bronx, New York — d. 2 iunie 1999) a fost un profesor american de istorie la Universitatea Hofstra și un bine-cunoscut scriitor prolific de istoria afacerilor. Este cunoscut în occident mai ales pentru romanul de ficțiune din 1973 „For Want of a Nail: If Burgoyne Had Won at Saratoga”.

## Opere (selecție)

### Ficțiune
- Sobel, Robert (1973). For Want of a Nail...; If Burgoyne had won at Saratoga. New York: Macmillan.

### Non-ficțiune
- Sobel, Robert (1960). The Origins of Interventionism: The United States and the Russo-Finnish War. New York: Bookman Associates.
- Sobel, Robert (1965). The Big Board: A History of the New York Stock Market. New York: Free Press.
- Sobel, Robert (1967). The French Revolution. New York: Ardmore Press.
- Sobel, Robert (1968). The Great Bull Market: Wall Street in the 1920's. New York: Norton.
- Sobel, Robert (1968). Panic on Wall Street: A History of America's Financial Disasters. New York: Macmillan.
- Sobel, Robert (1969). The Automobile Makers. New York: Putnam.
- Sobel, Robert (1970). The Curbstone Brokers: The Origins of the American Stock Exchange. New York: Macmillan.
- Sobel, Robert (1971). Conquest And Conscience: The 1840's. New York: Crowell. ISBN 0-690-20939-8.
- Sobel, Robert (1971). Biographical directory of the United States executive branch, 1774–1971. Westport, Conn.: Greenwood Pub. Co. ISBN 0-837-15173-2.
- Sobel, Robert (1972). The Age of Giant Corporations: A Microeconomic History of American Business, 1914–1970. Westport, Conn.: Greenwood Press. ISBN 0-837-16404-4.
- Sobel, Robert (1973). Machines and Morality: The 1850s. New York: Crowell. ISBN 0-690-00266-1.
- Sobel, Robert (1973). The Money Manias: The Eras of Great Speculation in America, 1770–1970. New York: Weybright and Talley.
- Sobel, Robert (1974). The Entrepreneurs: Explorations Within the American Business Tradition. New York: Weybright and Talley. ISBN 0-679-40064-8.
- Sobel, Robert (1975). Herbert Hoover and the Onset of the Great Depression 1929–1930. New York: Lippincott. ISBN 0-397-47334-6.
- Sobel, Robert (1975). N.Y.S.E.: a history of the New York Stock Exchange: 1935–1975. New York: Weybright and Talley. ISBN 0-679-40124-5.
- Sobel, Robert (1976). The Manipulators: America in the Media Age. Garden City, N.Y.: Anchor Press. ISBN 0-385-08526-5.
- Sobel, Robert (1976). Inside Wall Street: Continuity and Change in the Financial District. New York: Norton. ISBN 0-393-05643-0.
- Sobel, Robert (1977). The Fallen Colossus. New York: Weybright and Talley. ISBN 0-679-40138-5.
- Sobel, Robert (1978). They Satisfy: The Cigarette in American Life. New York: Anchor Press/Doubleday. ISBN 0-385-12956-4.
- Sobel, Robert (1980). Last Bull Market: Wall Street in the 1960's. New York: Norton. ISBN 0-393-01309-X.
- Sobel, Robert (1980). The Worldly Economists. New York: Free Press. ISBN 0-029-29780-X.
- Sobel, Robert (1981). IBM: Colossus in Transition. New York: Times Books. ISBN 0-812-91000-1.
- Sobel, Robert (1982). ITT: The Management of Opportunity. New York: Times Books. ISBN 0-812-91028-1.
- Sobel, Robert (1984). Car Wars: The Untold Story. New York: Dutton. ISBN 0-525-24289-9.
- Sobel, Robert (1984). The Rise and Fall of the Conglomerate Kings. New York: Stein and Day. ISBN 0-812-82961-1.
- Sobel, Robert (1986). The entrepreneurs: An American Adventure. Boston: Houghton Mifflin. ISBN 0-395-42020-2.
- Sobel, Robert (1986). IBM vs. Japan: The Struggle for the Future. New York: Stein and Day. ISBN 0-812-83071-7.
- Sobel, Robert (1986). RCA. New York: Stein and Day. ISBN 0-812-83084-9.
- Sobel, Robert (1986). Salomon Brothers, 1910–1985: Advancing to Leadership. New York: Salomon Brothers.
- Sobel, Robert (1987). The New Game on Wall Street. New York: Wiley. ISBN 0-471-84527-2.
- Sobel, Robert (1987). Quality of Earnings: the Investor's Guide to How Much Money a Company is Really Making. New York: Free Press. ISBN 0-029-22630-9.
- Sobel, Robert (1988). Biographical Directory of the Council of Economic Advisers. New York: Greenwood Press. ISBN 0-313-22554-0.
- Sobel, Robert (1989). Trammell Crow, Master Builder: The Story of America's Largest Real Estate Empire. New York: Wiley. ISBN 0-471-61326-6.
- Sobel, Robert (1989). Biographical Directory of the Governors of the United States 1983/88. Westport, Conn.: Meckler. ISBN 0-930-46600-4.
- Sobel, Robert (1990). Biographical directory of the United States executive branch, 1774–1989. New York: Greenwood Press. ISBN 0-313-26593-3.
- Sobel, Robert (1991). The Life and Times of Dillon Read. New York: Truman Talley Books/Dutton. ISBN 0-525-24959-1.
- Sobel, Robert (1993). Dangerous Dreamers: The Financial Innovators from Charles Merrill to Michael Milken. New York: Wiley. ISBN 0-471-57734-0.
- Sobel, Robert (1998). Coolidge: An American Enigma. Washington, D.C.: Regnery Pub. ISBN 0-895-26410-2.
- Sobel, Robert (1999). When Giants Stumble: Classic Business Blunders and How to Avoid Them. Paramus, N.J.: Prentice Hall. ISBN 0-735-20059-9.
- Sobel, Robert (2000). The Pursuit of Wealth: The Incredible Story of Money Throughout the Ages of Wealth. New York: McGraw-Hill. ISBN 0-585-18949-8.
- Sobel, Robert (2000). AMEX: A History of the American Stock Exchange. Washington, D.C.: BeardBooks. ISBN 1-893-12248-4.
- Sobel, Robert (2000). Thomas Watson, Sr.: IBM and the Computer Revolution. Washington, DC: BeardBooks. ISBN 1-893-12282-4.
- Sobel, Robert (2000). The Great Boom 1950–2000: How a Generation of Americans Created the World's Most Prosperous Society. New York: St.Martin's Press. ISBN 0-312-20890-1.
- Sobel, Robert (2006). Crashes, Booms, Panics and Government Regulation. Ashland, Or.: Blackstone Audiobooks. ISBN 0-786-16489-1.